# Chardogne
Chardogne település Franciaországban, Meuse megyében. Lakosainak száma 302 fő (2022. január 1.). Chardogne Behonne, Les Hauts-de-Chée, Fains-Véel, Louppy-le-Château, Val-d’Ornain és Vavincourt községekkel határos.

## Népesség
A település népességének változása:
| Lakosok száma | 237  | 311  | 293  | 290  | 316  | 311  | 304  | 298  | 297  | 302  |
|               | 1968 | 1982 | 1990 | 2006 | 2013 | 2015 | 2017 | 2019 | 2020 | 2022 |